# Plan Z (Japón)

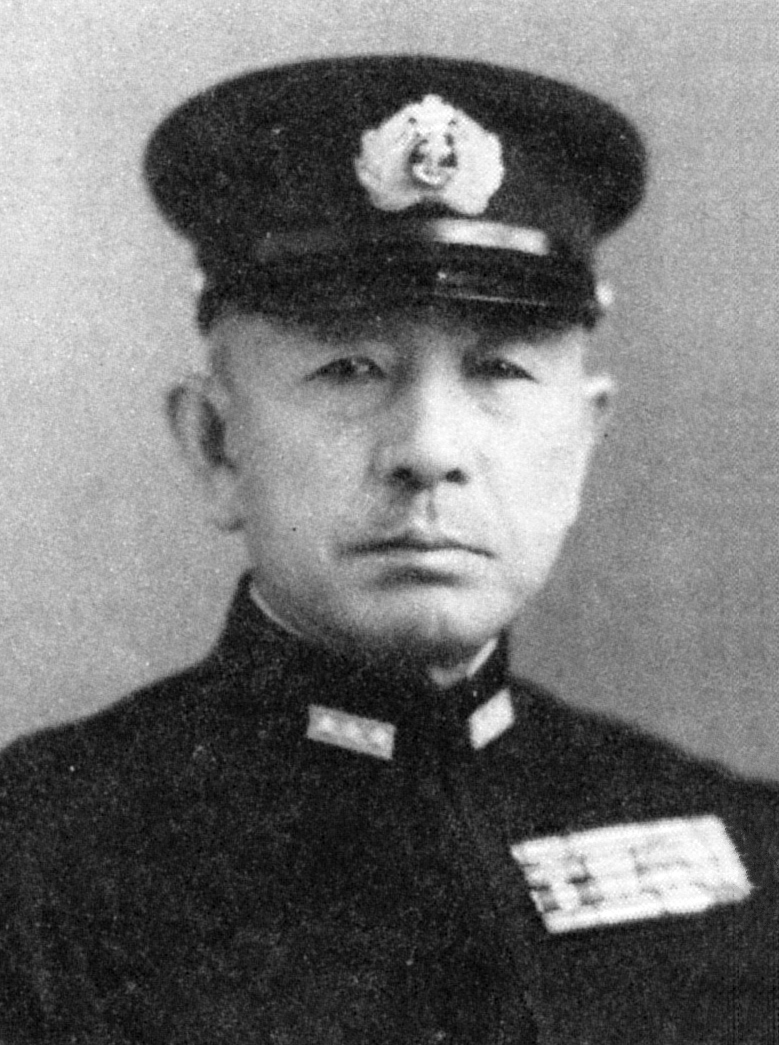
Almirante de la Flota Japonesa, Koga Mineichi (1885-1944)

El Plan Z (en japonés: 新Z号作戦) era el plan japonés de ataque en el caso de una invasión estadounidense en el océano Pacífico central. El plan fue el último intento de los japoneses para lograr la Kantai Kessen, la batalla decisiva que sería decisiva para la victoria de Japón. La captura de estos planes son un importante logro de la inteligencia militar en la guerra del Pacífico.

## Descripción
El Plan Z fue desarrollado bajo la dirección del almirante Mineichi Koga, comandante en jefe de la Flota Combinada, y fue aprobado por el Estado Mayor General de la Armada Imperial Japonesa. El plan se titula formalmente: Orden de Operaciones N.º 73 de operaciones secretas de la Flota Combinada, con la versión final publicada el 8 de marzo de 1944.

### Se pierde una copia del Plan
El 1 de abril, en el camino a Dávao, el avión del almirante Koga se estrelló en el océano durante una tormenta, muriendo Koga y todos los demás a bordo. El jefe de Estado Mayor del almirante Koga, el vicealmirante Shigeru Fukudome, llevaba una copia del Plan Z y viajaba el mismo itinerario en un avión distinto. Este segundo avión se estrelló cerca de la isla de Cebú después de intentar evitar la misma tormenta. Fukudome y otras nueve personas finalmente llegaron a la orilla, donde fueron capturados por los guerrilleros filipinos locales que apoyaban a las fuerzas de Estados Unidos.
Debido a la pérdida de los dos aviones con sus ocupantes de alto nivel y documentos importantes (los oceanógrafos japoneses contemporáneos creían que los documentos en algún momento fueron llevados a la orilla), los japoneses aplican presión intensa sobre la población local. Parcialmente como resultado de esta presión, Fukudome y los demás fueron liberados.

### La recuperan los filipinos
El 3 de abril, una caja de madera del avión de Fukudome varó cerca de la costa, y fue recuperada en secreto por dos aldeanos. La caja contenía el Plan Z, un documento encuadernado en una cartera de cuero rojo, con una letra zeta en la portada. Los documentos que finalmente estuvieron en manos de la guerrilla local, fueron entregados al Comando del Área de Cebú, al mando del teniente coronel James M. Cushing. La naturaleza ornamentada de los documentos que llegaron a la CAC hizo que los oficiales estadounidenses sospechen que los documentos eran muy importantes, sospecha que más tarde fue reforzada por la oferta de una gran recompensa por la devolución de los documentos japoneses.

### Se organiza la recogida de los documentos
Una misión de rescate de alta prioridad clandestina submarina se organizó, usando como fachada una supuesta evacuación de los refugiados estadounidenses. El submarino recogió los documentos, junto con 40 hombres, mujeres y niños. Viajando ´permanentemente en la superficie a toda velocidad, y sumergido solo cuando fue necesario, el submarino sobrevivió dos veces a ataques con cargas de profundidad, arribando cerca de la base naval estadounidense en Darwin, Australia, el 19 de mayo. Desde allí, los documentos fueron trasladados a Brisbane.

### Descifrado
Los documentos del Plan Z estaban redactados en texto simple, en lugar de código, y se tradujeron de forma urgente por parte de los cinco primeros traductores de la Sección de intérpretes y traductores aliados adjunta al Servicio de Inteligencia Militar siendo traducido por primera vez por Yoshikazu Yamada y George "Sankey "Yamashiro, traductores nisei. Las copias de la traducción fueron entregadas al general Douglas MacArthur, que rápidamente se las transmitió al almirante Chester Nimitz, comandante en jefe de la Flota del Pacífico (y contraparte del almirante Kogo). Entre otras cosas, tácticas de distracción japoneses previstas fueron bloqueadas por los estadounidenses, que condujo a una amplia victoria estadounidense en la Batalla del Mar de Filipinas, la mayor batalla de portaaviones en la historia, y una de las batallas decisivas de la guerra del Pacífico.